# Fiat Twin-Air
Der Twin-Air-Motor ist ein Zweizylinder-Reihenmotor (Parallel-Twin) mit variabler Ventilsteuerung (Multiair) der Fiat-Tochter Fiat Powertrain Technologies. Der Motor wird seit September 2010 verwendet. 2011 wurde er als International Engine of the Year ausgezeichnet und dort sowohl Gesamtsieger als auch Sieger der Kategorien bester Motor unter 1 Liter Hubraum, sparsamster Motor sowie als beste Neuentwicklung des Jahres ausgezeichnet.

## Allgemeines
Fiat legte den Twin-Air-Motor nach dem Konzept des Downsizing aus.
Parallel-Twin-Motoren sind prinzipiell mechanisch einfach aufgebaut und können damit kostengünstig hergestellt werden, allerdings laufen sie auch unruhiger als Motoren mit mehr Zylindern. Für eine bei Personenwagen vertretbare Laufruhe ist daher mindestens eine Ausgleichswelle erforderlich. Der Vorteil der Zweizylinderkonstruktion liegt vor allem im höheren Wirkungsgrad. Dieser ergibt sich durch das bessere Verhältnis von Hubraum zur inneren Oberfläche des Brennraums (A/V-Verhältnis). Die thermischen Verluste über die Zylinderwandung, wie auch der Reibungswiderstand innerhalb des Motors, sind dadurch geringer als bei einem vergleichbaren Motor mit mehr als zwei Zylindern.
Weiterhin hat der Twin-Air-Motor die Multiair-Ventilsteuerung. Das ist eine variable Steuerung der Einlassventile, mit der sich Einlassbeginn, Einlassdauer und Ventilhub genau steuern lassen, wodurch der Motorwirkungsgrad weiter erhöht wird.
Der Twin-Air-Motor ist mit 62 kW bei 5500/min und Turboaufladung seit September 2010 im Fiat 500 erhältlich. Der gleiche Motor wird in der zweiten Generation des Lancia Ypsilon verwendet.
Weitere Varianten sind ein Saugmotor mit 48 kW (65 PS) und eine höher aufgeladene Turboversion mit 77 kW (105 PS). Der Twin-Air kann mit einem Doppelkupplungsgetriebe kombiniert und für Erdgasbetrieb ausgerüstet werden. Der Twin-Air ist 23 % kürzer und etwa 10 % leichter als sein Vorgänger bei Fiat (1,2-Liter-4-Zylinder). Das begünstigt die Kombination mit Elektroantrieben (Hybridantrieb), um den Treibstoffverbrauch noch weiter zu senken.
Der Twin-Air Motor wurde 11/2013 in folgenden Modellen des Fiatkonzerns angeboten: Fiat 500, Fiat 500L (Erdgas & 105-PS-Versionen), Fiat Punto, Fiat Panda (auch Erdgas-Version), Alfa Romeo MiTo (auch 105 PS-Variante), Lancia Ypsilon

## Technische Basisdaten
- 2-Zylinder-Reihenmotor
- Hubraum: 875 cm³
- Bohrung: 80,5 mm
- Hub: 86 mm
- Maße: (L,B,H) 307 × 500 × 596 mm
- Masse: (DIN 70020A) 85 kg
- Multiair-Steuerung für Einlassventile
- Antrieb der obenliegenden Nockenwelle über Steuerkette
- 4 Ventile pro Zylinder
- Version mit 48 kW (65 PS) als Saugmotor
- Turbolader bei den Versionen mit 62 kW (85 PS) und 77 kW (105 PS)
- Drehmoment: 145 Nm bei 1.900 min−1 (85 PS-Version)